# Dominique aux Jeux olympiques d'été de 2008
La Dominique participe aux Jeux olympiques d'été de 2008 à Pékin, en Chine. Il s'agit de la 4e participation du pays à des Jeux olympiques d'été depuis 1996. La délégation dominicaine, composée de huit personnes dont deux athlètes, ne compte pas d'athlète féminine pour la première fois de son histoire. Chris Lloyd participe au 200 mètres et Erison Hurtault au 400 mètres. Aucun d'entre eux ne dépasse le tour de qualification. Lloyd était aussi inscrit au 400 mètres mais il n'a pas pris le départ. L'entraîneur de la piste, Jérôme Romain, est le porte-drapeau du pays pendant ces Jeux olympiques.

## Contexte
La Dominique, pays insulaire situé à l'est de la mer des Caraïbes, prend part à tous les Jeux olympiques d'été depuis 1996 à Atlanta (États-Unis). Le pays participe à ses quatrièmes Jeux en 2008. La plus grande délégation de la Dominique est celle de 1996, composée de six athlètes. Il y a ensuite quatre athlètes en 2000 à Sydney (Australie) puis deux en 2004 à Athènes (Grèce). La délégation dominicaine de 2008 comprend également deux athlètes et c'est la première fois qu'il n'y a aucune femme. Les athlètes dominicains n'ont pas remporté de médaille jusqu'à 2008. Jerome Romain, l'entraîneur qui accompagne la délégation à Pékin, est le porte-drapeau du pays lors des cérémonies d'ouverture et de clôture.
La délégation dominicaine à Pékin est composée de huit personnes au total : les deux athlètes, Chris Lloyd et Erison Hurtault, le président du comité olympique dominicain Rosanne Pringle, le chef de mission Hubert Joseph, le secrétaire général du comité olympique dominicain Lesley Ann Green et les jeunes olympiens Attainea Toulon et William Moise ainsi que l'entraîneur Jerome Romain. Lloyd se qualifie pour le 200 mètres et le 400 mètres. Finalement, il ne court que le 200 mètres.

## Épreuves d'athlétisme

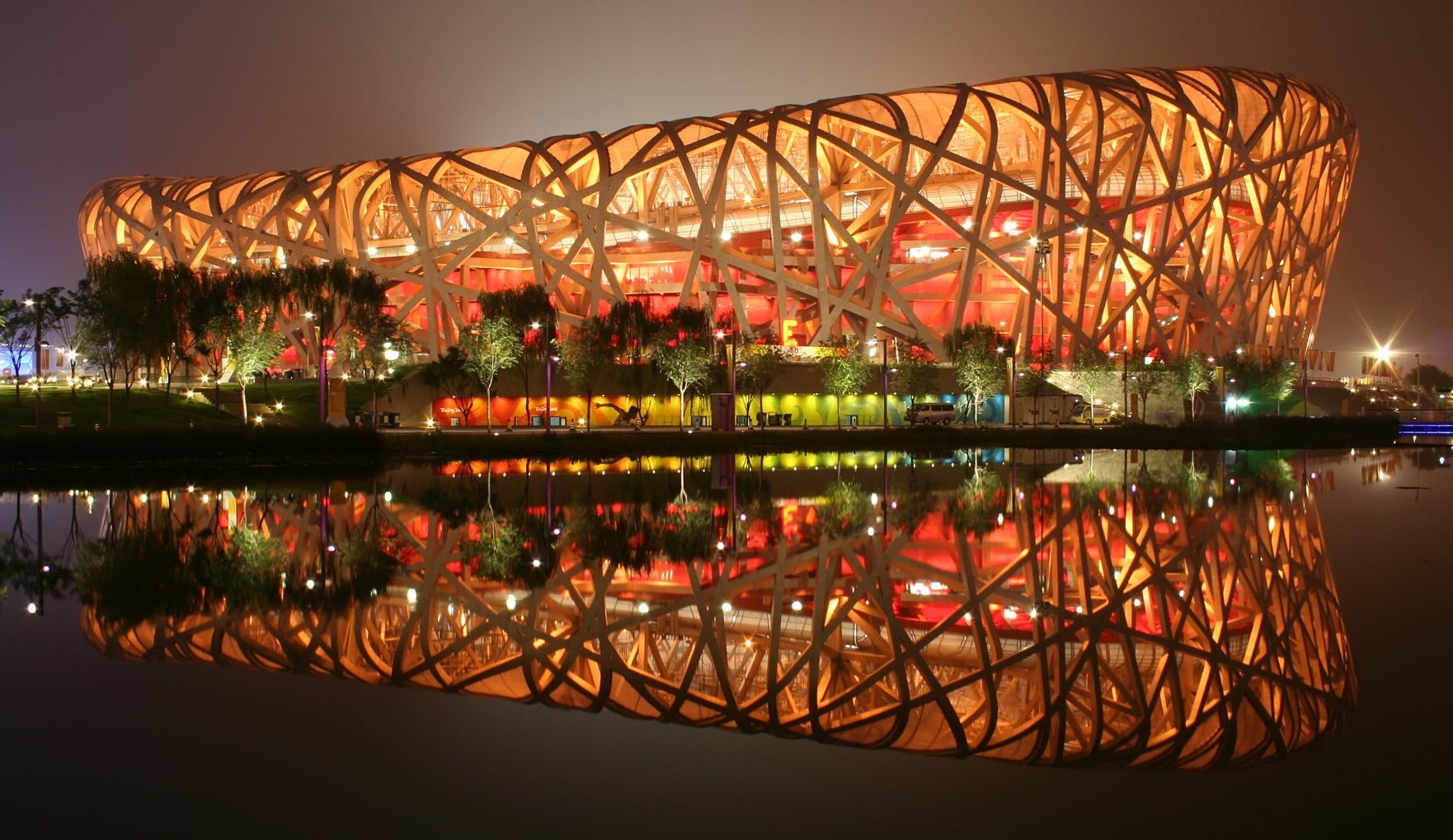
Le Stade national de Pékin, où sont disputées les épreuves de Lloyd et Hurtault.

Chris Lloyd, âgé de 27 ans, représente la Dominique lors du 200 mètres. Né à Houston, au Texas (États-Unis), Lloyd commence son parcours olympique lors du 400 mètres lors des Jeux d'Athènes en 2004, à l'âge de 23 ans. Il n'a pas dépassé le tour de qualification. Lors du tour de qualification le 17 août 2008, Lloyd est placé à la troisième série. Il termine la course à la cinquième place, avec un temps de 20,90 secondes. Les vainqueurs de la série de Lloyd sont le Britannique Marlon Devonish (20,49 secondes) Kim Collins de Saint-Kitts-et-Nevis (20,55 secondes). Au total, 62 athlètes terminent les qualifications. Lloyd, placé au 32e rang, ne se qualifie pas pour la suite de la compétition.
Erison Hurtault participe au 400 mètres. Né à Matawan, dans le New Jersey aux États-Unis, et étudiant de l'Université Columbia, Hurtault essaie d'abord de faire partie de l'équipe des États-Unis mais il n'arrive pas à se qualifier. Il décide alors de courir pour le pays de ces parents, la Dominique. Hurtault est âgé de 23 ans au moment de la compétition et il participe à ses premiers Jeux olympiques. Lors du tour de qualification le 17 août, il est placé dans la quatrième série. Il termine au quatrième rang avec un temps de 46,10 secondes. Les vainqueurs de sa manche sont le Britannique Martyn Rooney (45 secondes) et l'Australien Sean Wroe (45,17 secondes). Au total, il se classe 34e sur 55 et ne se qualifie pas pour la suite de la compétition.
| Athlète          | Épreuve | Série    | Série | Quart de finale | Quart de finale | Demi-finale  | Demi-finale  | Finale       | Finale       |
| Athlète          | Épreuve | Résultat | Rang  | Résultat        | Rang            | Résultat     | Rang         | Résultat     | Rang         |
| ---------------- | ------- | -------- | ----- | --------------- | --------------- | ------------ | ------------ | ------------ | ------------ |
| Chris Lloyd (en) | 200 m   | 20 s 90  | 33    | Non qualifié    | Non qualifié    | Non qualifié | Non qualifié | Non qualifié | Non qualifié |
| Erison Hurtault  | 400 m   | 46 s 10  | 34    | Non qualifié    | Non qualifié    | Non qualifié | Non qualifié | Non qualifié | Non qualifié |